# Ofício de Trevas
O Ofício das Trevas, também conhecido pelo termo latino Tenebrae (escuridão ou trevas) é uma cerimônia cristã celebrada nos três dias que antecedem o Sábado Santo. Até 1970, o ofício era a forma prescrita para as matinas e laudes do tríduo pascal, as quais eram celebradas ao anoitecer do dia anterior. Para este rito, era utilizado um candelabro de 15 velas dispostas em forma de triângulo, conhecido como tenebrário. As velas, que representavam Jesus Cristo, os 11 apóstolos fiéis, a Virgem Maria, Maria Madalena e Maria de Clopas, iam sendo progressivamente apagadas, conforme progrediam as leituras de trechos bíblicos, até restar uma única vela acesa, a central. Esta vela era então levada para atrás do altar, representando o sepultamento de Jesus, a luz do mundo. Após, todas as luzes da Igreja eram apagadas, e um forte estrondo se fazia ouvir, rememorando os fieis dos tremores de terra e a escuridão que afligiram o mundo quando da morte de Jesus. A cerimônia tinha fim com o acendimento das luzes, e a saída dos fiéis em silêncio.
Com a reforma litúrgica de 1970, a antecipação do ofício das laudes e matinas para a noite anterior deixou de ser prescrita, e o ofício das trevas foi sendo paulatinamente abandonado. Em tempos recentes, no entanto, tem havido um considerável crescimento no interesse pela prática, que vem sendo resgatada em certas igrejas.